# Brett Favre
g
Brett Lorenzo Favre (udtales /ˈfɑrv/) (født 10. oktober 1969 i Gulfport, Mississippi) regnes af mange eksperter som blandt de bedste spillere i amerikansk fodbold nogensinde. Favre spillede 17 sæsoner hos Green Bay Packers, som har base i det nordlige Wisconsin, men startede sin professionelle karriere hos Atlanta Falcons som valgte ham i anden runde af NFL Draften i 1991, efter Favre havde nydt fire succesfulde år hos University of Southern Mississippi. Green Bay Packers tradede den 7. august 2008 Brett Favre til New York Jets for et 4. rundevalg (potentielt 3. 2. eller 1.rundevalg) i 2009-draften, efter Favre oprindeligt havde valgt at stoppe karrieren men dog fortrød. Favre stoppede i Jets efter 2008-sæsonen, Og annoncerede i Februar 2009 hvad man troede, var hans endelige stop på den amerikanske fodbold scene. Favre valgte dog til stor overraskelse for den amerikanske fodboldverden at skrive kontrakt med Minnesota Vikings inden 2009-sæsonen i NFL. Dermed startede Favre sit andet comeback i karrieren. Mange kritiserede Favre og mente, at han burde forblive i pension, da han ifølge dem var "over-the-hill". 
Favre blæste dog alle kritikere af banen i sin første sæson i Vikings ved – i en alder af 40 år – at spille sin statistisk set bedste sæson nogensinde.
Året efter tog Favre endnu en sæson i Minnesota, men denne gang langt fra samme succes, og ved årsskiftet 2010-2011 kunne legenden Favre meddele, at det nu var endegyldigt slut med en glorværdig NFL-karriere, der har gjort ham til den spiller med flest starter i træk.
Brett Favre fortalte i marts 2025 et kongresudvalg, at han var blevet diagnosticeret med Parkinsons sygdom, en progressiv, uhelbredelig neurologisk sygdom.

## Barndom og High School-tiden
Favre voksede op i den lille by Kiln der ligger i den sydlige del af Mississippi. Han gik, som hans tre søskende på Hancock North Central High School, hvor han spillede baseball og football. Bretts far, Irwin, var skolens football-coach. Favre fungerede som quaterback på offense, strong safety på defense og kicker og punter på special team. Selvom Irwin Favre udmærket var klar over Bretts gode kastearm, fik Brett sjældent lov til at kaste bolden mere end 4-5 gange i løbet af en kamp. Dette medførte at Brett Favre sjældent blev nævnt som noget stort talent som quaterback, da man ikke vidste hvad han var i stand til..

## College-tiden
Favre fik kun ét tilbud om et stipendium – og det var endda som defensive back. Tilbuddet kom fra det lokale college, University of Southern Mississppi. Favre takkede ja til stipendiet, men var fast besluttet på at spille quaterback. Favre begyndte derfor sit første år hos Southern Mississippi Golden Eagles som syvendevalget på quaterback-pladsen. Dog skulle der ikke gå mere end et par måneder før trænerstaben hos USM fik øjnene op for Favres talent. Favre tog over som starter i en kamp mod Tulane d. 19. september 1987, hvor han – til trods for voldsomme tømmermænd, ledte Southern Mississippi Golden Eagles til en come-back sejr. Fra den dag af var Favre starter hos Southern Mississippi.
De næste par år nød Favre stor succes hos University of Southern Mississippi. Men lige før hans sidste år i college skulle til at begynde, var det lige ved at gå grueligt galt. Favre mistede kontrollen over sin bil, da han kørte en tur få kilometer fra hjemmet i Kiln. Bilen roterede tre gange i luften før den ramte et træ. Favre blev hjulpet ud af broderen der slog ruden ind med en golfkølle. I dagene efter ulykken var der ingen der troede på, at Favre ville vende tilbage til banen. Men det skulle vise sig, at Favre ville det anderledes. Seks uger efter ulykken, d. 8. september 1990, vendte Favre tilbage til banen i en kamp mod Alabama Crimson Tide. Endnu engang ledte Favre sit hold til en come-back sejr, og selv Alabamas coach måtte efter kampen tilstå, at det der netop var hændt på banen var intet andet end et mirakel.
Favre var også med i kapløbet om det prestigefyldte Heisman-trophy i sit sidste år i college. Dog gik trofæet i sidste ende til quaterback-kollegaen, Ty Detmer.

## Professionel karriere
Atlanta Falcons
Favre blev valgt som den 33. spiller i NFL Draften i 1991 af Atlanta Falcons, selvom head coachen for Atlanta, Jerry Glanville, protesterende højlydt. Han udtalte senere, at det ville kræve et flystyrt før Favre kom på banen. Favre følte sig aldrig rigtig hjemme i Atlanta, og tog ikke træningen seriøst. Han gik ofte på nogle voldsomme byture, hvilket gjorde at han bl.a. missede Atlantas officielle holdbillede da han havde for kraftige tømmermænd til at møde op. Favre blev byttet til Green Bay efter en 1991-sæson præget af meget lidt spilletid, for et førsterunde valg i 1992-draften. Mange kritiserede Packers' beslutning, men Packers' bestyrelsesformand, Ron Wolf, insiterede på at kunne bringe det gode frem i Favre.
Green Bay Packers
Favre fandt hurtigt sit kald i Green Bay, og fik sin debut i den tredje kamp i 1992-sæsonen hvor han – som han havde gjort så mange gange før, førte sit hold til en comeback sejr. Siden den dag har Favre startet hver eneste kamp for Green Bay. Den første spiller i NFL der greb et kast fra Favre, var Favre selv da han greb den netop kastede bold da den blev slået ned af en defensiv linjemand.
Det varede ikke mange sæsoner inden Favre havde slået sit navn som en af NFLs ypperste quarterbacks fast. Allerede i 1992 blev han – som den yngste nogensinde, valgt til All-star kampen, Pro Bowl. Og siden da kørte karrieren på skinner. Favre blev efterhånden mere og mere frygtet af diverse defensiver i NFL. Dette blev yderlige cementeret da han i 1995 blev valgt som NFLs MVP (mest værdifulde spiller). En fornem hæder som alle NFL-spillere stræber efter. Det skulle vise sig, ikke at være den sidste gang Favre blev valgt til dette. 
I 1996 kulminerede Favres karriere da han førte Packers frem til NFL-finalen, Super Bowl, hvor han yderligere førte holdet til en sejr på 35-21 over New England Patriots. Det forgangne år, 1995, havde Green Bay og Favre været tæt på at nå Super Bowl, men havde tabt til San Fransico 49'ers i NFC-finalen (semi-finalen). 1996 blev også året hvor Favre for andet år i træk blev valgt til NFLs MVP.
I 1997 blev Favre for tredje år i streg valgt til NFLs MVP. Dette er han den eneste der nogensinde har opnået. Og ligesom året før, førte han Green Bay frem til Super Bowl igen. Men denne gang gik Favre ikke fra kampen med en Super Bowl-ring. Green Bay Packers tabte til Denver Broncos i en tæt kamp som endte 31-24 i Denvers favør.
Efter de to Super Bowl år, fortsatte Green Bay og Favre de stærke takter. I 2004 havde de den længste stime i NFL af sæsoner med flere vundne kampe end tabte (13 – det samme antal sæsoner Favre havde været i Green Bay på det tidspunkt). 
D. 22. december 2003 leverede Favre sin måske bedste præstation nogensinde på en kold mandag i en kamp mod Las Vegas Raiders. Dagen forinden var Bretts far, Irwin, kørt galt nær det sted der nær havde været enden på Bretts liv som quarterback. Irwin blev kørt på hospitalet efter ulykken hvor kort efter døde. Senere fandt man ud af, at Irwin var død af et pludseligt hjerteanfald.
Favre spillede den efterfølgende dag med et meget tungt hjerte mod Oakland Raiders, hvis fans var kendt for at være alt andet end hjælpsomme. I omklædningsrummet kort før kampen tog Favre ordet, og fortalte holdkammeraterne at de ikke skulle bekymre sig om kampen – "I've got your backs". Og det havde Favre. Med hele nationens øjne rettet på ham, leverede en tydeligt følelsesladet Favre intet andet end en pragtpræstation i Green Bays sejr på 41-7, hvor han kastede for 399 yards og 4 tuchdowns. Selv Raiders' fans (The Raider Nation) gav Favre stående klapsalver da han forlod kampen. Favre modtog senere end en ESPY Award for hans indsats den mandag aften.
De næste par sæsoner nød Favre en blandet fornøjelse i Green Bay. I 2004 førte han holdet frem til 9 sejre og NFC North titlen. Dog røg Packers lynhurtigt ud af slutspillet da en svagtspillende Favre og Green Bay måtte se sig slået af Minnesota Vikings i den første kamp. I 2005 havde Favre en rigtig skidt sæson. Packers led af mange skader, og en svagtspillende Favre formåede kun af føre Packers frem til 4 sejre i 16 kampe. I 2006 overtog Mike McCarthy jobbet som head coach i Green Bay, og dette betød indførelsen af en ny type offensiv. Favre havde i starten svært ved at finde sig til rette i systemet, og Green Bay indledte sæsonen med kun 4 sejre i de første 12 kampe, men kom så stækt igen og vandt de sidste kampe og missede kun lige præcis slutspillet.
I 2007 vendte Favre tilbage med en tilbagevendt spilleglæde og fordums styrke. Han førte Green Bay frem til 13 sejre ud af 16 mulige. Undervejs slog Favre de fleste af de rekorder i NFL der var tilbage for en quaterback, bl.a. flest kastede tuchdowns, flest kastede yards, flest fuldkomne kast, flest kasteforsøg og flest sejre af en quaterback. Favre førte Green Bay frem til NFC-finalen hvor de tabte til New York Giants i overtid, på en aften hvor det var koldere i Green Bay end det var på Grønland og Nordpolen. Favre blev ugen efter kåret til Årets Quaterback i NFL. Han var tidligere på året blev kåret til årets sportsmand af magazinet, Sports Illustrated. Han vandt foran Roger Federer.

## Beslutningen om at indstille karrieren
Favre gik på pension d. 4 marts 2008 i en alder af 38 år. Nyheden om Favres exit kom som et mindre chock på diverse eksperter, da Packers' ledelse tidligere på NFL Off-season havde talt om Favre som en spiller der nok skulle vende tilbage. Ved offentliggørelsen om Favres indstilling af karrieren, opstod rygter om at Favre valgte at indstille karrieren pga. at Green Bay Packers ikke havde været i stand til at skrive en kontrakt med wide-receiver Randy Moss. Favre manede dog senere disse rygter til jorden. Favres forklaring var, at han ønskede noget tiltrængt "quality-time" med familien, at han var blevet mentalt træt og ikke længere havde lyst til at bruge timevis på at studere modstanderne, som han de mange tidligere sæsoner havde gjort hver eneste dag. Favre forlod NFL på toppen, og der er ingen tvivl om at NFL aldrig blev det samme efter den største profil i branchen efter utallige succesfulde sæsoner forlod Green Bay. 
Ikke alene var Favre en af de største spillere i NFL, men han var også den optimale rollemodel for børn og unge. Han var en meget, meget vellidt mand der altid holdt sine ben helt nede på jorden, men han var også en af de største ledere både på- og udenfor banen NFL længe har set. Desuden var han populær blandt hele befolkningen. I Favres sidste år, 2007, blev han af flere polls kåret til den mest populære sportsudøver i USA foran Tiger Woods og Michael Jordan.
Favre holdt d. 6. marts 2008 et pressemøde i Green Bays lokaler, hvor han foran verdenspressen grådkvalt fortalte om sin beslutning. Favre holdt flere gange lange pauser for at undgå, at bryde i gråd. Nogle af hans ord på pressemødet var "I am honored and I hope everyone knows how special this is, I truly appreciate the opportunity, but as they say; all good things must come – must come to an end."
Den samme dag udtalte flere store sportsudøvere over USA sig i stor respekt omkring Brett Favre. En af NFLs andre store quaterbacks, Peyton Manning udtalte bl.a. "While the NFL loses one of its greatest players, I join football fans everywhere in saluting Brett Favre."NFLs øverste chef Roger Goodell udtalte i en pressemeddelse "Brett Favre vil altid blive husket som en af de bedste og mest konkurrenceprægede spillere i NFL’s historie. Det har været en glæde og et privilegium for os alle at se ham spille." 
Favre vendte dog som bekendt tilbage til NFL for at spille for New York Jets, der handlede sig til ham i Green Bay Packers. Efter en sæson med op- og nedture meddelte Favre i februar 2009, at han nu definitivt var færdig med at spille professionel football. 
Men det var han ikke, og spiller i dag for Minnesota Vikings, men forventes at indstille karrieren efter superbowl 2011.
Andre prominente navne der hyldede Brett Favre i dagene omkring indstillingen af karrieren var bl.a: 
- Lance Armstrong: "We have all felt for you during those times that has been tough. You have inspired us all."[9] og "Når folk spørger mig, hvilke atleter jeg beundrer mest, svarer jeg Andre Agassi og Brett Favre. De to fyre spillede trods smerter og elendighed."[8]

- George Foreman: "For over 17-years you have amased us! You proved this year that you still had the magic that has always made you special."[9]
- Wayne Gretzky: "You have reminded us that there is joy in watching a man playing a game."[9]
- Larry Bird: "Be thankfull that you truly are a legend."[9]
- Roger Staubach: "You have made us appreciate the times that has been truly super."[9]
- John McEnroe: "You stood´your ground even when others doubted you."[9]
- Cal Ripken Jr.: "No matter the challenge you never backed down."[9]
- Jack Nicklaus: "You done it all with that smile that makes us feel young."[9]
- Muhammed Ali "Welcome to the legends club."[9]

## Priser og rekorder
Tildelte priser
• NFL 1990s All-Decade Team 
• 10x valgt til Pro Bowl (1992, 1993, 1995, 1996, 1997, 2001, 2002, 2003, 2007, 2008) 
• 7x valgt som All-Pro (1995, 1996, 1997, 2001, 2002, 2003, 2007) 
• 3x NFL MVP (1995, 1996, 1997) , og han blev nummer 2 i MVP afstemningen i 2002, 2007 og 2009
• AP Offensive Player of the Year (1995) 
• UPI NFC Offensive Player of the Year (x2) 
• PFWA MVP (x2) 
• Bert Bell Award (x2) 
• 2007 Galloping Gobbler Award 
• NEA MVP Award (x2) 
• Fed Ex Air Player Of The Year (2007) 
• Sports Illustrated Sportsman of the Year (2007) 
• Super Bowl champion (XXXI) 
• 1997 NFC Champion 
• Valgt til Hall of Fame 2016

Rekorder
• Flest AP NFL MVP awards: 3 (1995, 1996, 1997)[57] 
• Længste række af startede kampe af en quarterback (NFL): 253 (275 med slutspillet) 
• Flest sejre af en startende quarterback (NFL): 160 (Regular season record: 160-93) 
• Flest kastede touchdowns: 463 
• Flest kastede yards: 64,707 
• Flest fuldkomne kast: 5,377 
• Flest kasteforsøg: 9,209
• Flest kastede interceptions: 306 
• Flest kampe med mindst tre touchdowns kastet: 63

## Privatliv
Favre giftede sig d. 14. juli 1996 med kæresten siden high-school, Deanna Tynes (i dag Deanna Favre). Deanna er kendt for at have skrevet best-seller bogen "Don't Bet Against Me" der omhandler hendes tid med brystkræft. 
Sammen har Brett og Deanna to døtre: Brittany (født d. 6. februar 1989) og Breleigh (født d. 13. juli 1999). 
Favre oprettede "The Brett Favre Foundation" i 1996. Denne organisation har doneret mere end $2 millioner til forældreløse børn i Mississippi og Wisconsin. Disse penge indtjenes hovedsagligt ved Brett Favres årlige softball turnering for kendte footballspillere og årlige golfturnering hvor kendte foótballspillere, skuespillere og professionelle golfspillere tager en runde golf i den gode sags tjeneste. 
Favre har desuden medvirket i filmen "Vild med Mary" ("There's Something About Mary") i 1998, hvor han spiller Marys ekskæreste. 
Den 25. april 2008 blev det offentliggjort at Brett Favre ville pryde coveret på Maddden 09 – en stor ære for spillere i NFL, og at han ville medvirke som en "Wild card" spiller, der kunne vælges af alle hold til trods for at Brett Favre er pensioneret. EA Sports udsendte dog senere en patch, som bl.a. gjorde at Favre i stedet for at fungere som Wild Card blev quarterback for New York Jets.

## Læs også
"Den fantastiske firer: Favre fortalt i billeder" (TV2Sport) Arkiveret 2. maj 2012 hos  Wayback Machine